# Мацумура, Саюри
Саюри Мацумура (яп. 松村 沙友理 Matsumura Sayuri, род. 27 августа 1992,  Осака) — японская певица, модель и участница японской идол гёрл-группы Nogizaka46.

## Биография
В 2011 году Мацумура прошла кастинги для первого поколения Nogizaka46. На прослушивании она исполнила песню «Feel My Soul» Юи. Она была выбрана в качестве одного из избранных членов для записи дебютного сингла «Guruguru Curtain» и играла среднюю роль при исполнении этой песни. 22 февраля 2012 года состоялся дебют певицы в качестве сольной исполнительницы. В апреле 2013 года вместе с остальными участницами Nogizaka46 появилась в телевизионной драме «Bad Boys О». 23 марта 2015 года она была выбрана в качестве эксклюзивной модели для женского модного журнала CanCam с Нанами Хасимото, которая также является членом первого поколения Nogizaka46.

## Появления

### Телесериалы
- Bad Boys J (NTV, 2013), Мика Фудзи[11]
- Tenshi no Knife (WOWOW, 2015), официантка кафе[12]
- Hatsumori Bemars (TV Tokyo, 2015), Yūutsu[13]

### Фильмы
- Bad Boys J: Saigo ni Mamoru Mono (2013), Мика Фудзи[14]

### Награды
- Girls Award (2015 S/S[15])

### Театр
- Subete no Inu wa Tengoku e Iku (AiiA Theater Tokyo, 1 — 12 октября 2015)[16]

### Журналы
- CanCam, Shogakukan 1981-, появляется на обложке журнала с мая 2015 года[10]

### Фотоальбомы
- Kikan Nogizaka vol.4 Saitō (26 декабря 2014, Tokyo News Service) ISBN 9784863364516[17]